# Tadeusz Białecki
Tadeusz Białecki (ur. 21 października 1933 w Lublińcu) – polski profesor nauk humanistycznych w zakresie historii najnowszej Polski

## Życiorys
Tadeusz Białecki ukończył studia w 1959 na Wydziale Historyczno-Filozoficznym Uniwersytetu Warszawskiego. W 1964 obronił pracę doktorską na Uniwersytecie Poznańskim, tam też w 1971 otrzymał stopień doktora habilitowanego. W 1980 otrzymał tytuł naukowy profesora.

## Praca zawodowa
Bezpośrednio po studiach (1959–1965) pracował jako instruktor w Wojewódzkiej i Miejskiej Bibliotece Publicznej w Szczecinie. W latach 1965–1968 był pracownikiem naukowo-badawczym w Instytucie Zachodniopomorskim, a w latach 1968–1974 – dyrektorem tego Instytutu. Następnie pełnił funkcję wicedyrektora Instytutu Kształcenia Nauczycieli i Badań Oświatowych (1974–1975). Od 1975 rozpoczął pracę w Wyższej Szkoły Pedagogicznej w Szczecinie (obecnie Uniwersytet Szczeciński). W latach 1989-1984 pełnił funkcję prorektora tej Uczelni. Od 1989 do 2008 roku kierował Zakładem Pomorza Zachodniego Instytutu Historii US.
Był redaktorem naczelnym Ziemi Gryfickiej (1969–1971), Zeszytów Pyrzyckich (1978–1973) i Przeglądu Zachodniopomorskiego (1985–2012)
Jest członkiem Instytutu Zachodniego, Instytutu Bałtyckiego, Polskiego Towarzystwa Historycznego, Szczecińskiego Towarzystwa Naukowego.
Od 1969 nieprzerwanie jest przewodniczącym jury najdłużej trwającego w Polsce konkursu pamiętnikarskiego i wspomnieniowego „Dzieje Szczecińskich Rodzin”.
Wypromował doktorów, wśród których są: Dariusz Wybranowski (1997) i Joanna Pyłat (2005).
Członek Instytutu Zachodniego, Instytutu Bałtyckiego, Polskiego Towarzystwa Historycznego, Szczecińskiego Towarzystwa Naukowego.

## Wybrane publikacje
Autor około 400 publikacji dotyczących głównie Pomorza Zachodniego. Redaktor naczelny Encyklopedii Szczecina. W 2005 wspólnie z profesorem Edwardem Rymarem wydał dwutomową Kronikę pomorską z XVI wieku Thomasa Kantzowa.
- Przemiany w strukturze ludnościowej miast powiatu chojeńskiego 1945–1962. Instytut Zachodniopomorski Szczecin 1966
- Z dziejów Ziemi Chojeńskiej. Instytut Zachodniopomorski Szczecin 1969
- Przesiedlenie ludności niemieckiej z Pomorza Zachodniego po II wojnie światowej. Wydawnictwo Poznańskie Poznań 1969
- Podziały administracyjne Pomorza Zachodniego 1800–1970 (wsp. M. Mazurkiewicz, A. Muszyński). Wydawnictwo Instytutu Zachodniopomorskiego Szczecin 1970
- Nazewnictwo geograficzne miasta Szczecina. Instytut Zachodniopomorski Szczecin 1970
- Szczecin – rozwój miasta w Polsce Ludowej. Wydaw. Poznańskie Poznań 1977
- Prasa Pomorza Szczecińskiego 1945-1975. WSP Szczecin 1978
- Szczecin stary i nowy (wsp. L. Turek-Kwiatkowska). STK Szczecin 1991
- Herby miast Pomorza Zachodniego. „Polskie Pismo i Książka”, Szczecin 1991
- Historia Szczecina. Zarys dziejów miasta od czasów najdawniejszych do 1980. Zakład Narodowy im. Ossolińskich Wrocław [i in.] 1992
- Zmiany w nazewnictwie geograficznym Szczecina po 1945. Wydaw. Naukowe US Szczecin 1995
- Słownik nazw fizjograficznych Pomorza Zachodniego. Wydaw. Naukowe US Szczecin 2001
- Słownik współczesnych nazw geograficznych Pomorza Zachodniego z nazwami przejściowymi z lat 1945-1948. KP Szczecin 2002
- Encyklopedia Szczecina. T. 1-2, supl. 1-3. US. IH.ZHPZ, Szczecin 1999-2010
- Pomerania – kronika pomorska z XVI wieku (wsp. E. Rymar). T.1-2. Uniwersytet Szczeciński Archiwum Państwowe Szczecin 2005
- Szczecin – przystanek na całe życie. Cz. 1. Książnica Pomorska im. Stanisława Staszica Szczecin 2009
- Szczecin – przystanek na całe życie. Cz. 2. Książnica Pomorska im. Stanisława Staszica Szczecin 2012
- Gryfice – dzieje miasta. Praca zbiorowa. Uniwersytet Szczeciński Oficyna Wydawnicza Archiwum Państwowego „Dokument” Urząd Miasta Gryfice 2013

## Odznaczenia i nagrody
- Medal Komisji Edukacji Narodowej (1980)[6]
- „Za zasługi dla nauki i postępu” od WRN w Szczecinie (1989)
- medal za zasługi dla rozwoju Instytutu Zachodniego w Poznaniu (1975)medal za zasługi dla rozwoju Instytutu Bałtyckiego w Gdańsku(1978)
- Złoty Ekslibris Książnicy Pomorskiej (1978, 1979, 1984, 1988, 2000)
- medal za zasługi w tworzeniu Uniwersytetu Szczecińskiego (1985)
- wojewódzka nagroda (wspólna) dla zespołu Uniwersytetu Szczecińskiego w dziedzinie nauki i kultury (1989)
- tytuł Nieprzeciętny '99 za aktywność społeczną (1999)